# Dillon Battistini
Dillon Battistini (Ewell, 3 de dezembro de 1977) é um automobilista inglês.
Correu em diversas categorias de kart até 2003, quando disputou a Caterham R400 Challenge. Ao deixar a categoria, ficou três anos afastado das pistas, retornando para disputar o certame asiático da Fórmula 3, sagrando-se campeão da mesma no ano seguinte.
Em 2008, Battistini foi para a Indy Lights, onde venceu quatro provas até 2010. Correndo pelas equipes Panther, Moore, Genoa Racing, PBIR e Bryan Herta Autosport, ainda obteve uma pole - única dele na categoria.
Mesmo fora da Lights em 2011, Battistini manteve-se ligado ao automobilismo quando fez testes com a equipe Conquest, estreando no GP de Kentucky pelo mesmo time, terminando em 28º lugar. Ainda disputaria o GP de Las Vegas, mas o acidente que tirou a vida do compatriota Dan Wheldon impediu que esta prova entrasse para o currículo de Battistini, que oficialmente disputaria apenas a prova de Kentucky.

## Links
- (em inglês) Site oficial de Dillon Battistini